# Grand Prix Formule 1 van Brazilië 1975
De Grand Prix Formule 1 van Brazilië 1975 werd gehouden op 26 januari 1975 in Interlagos.

## Uitslag
| Positie | Nr | Rijder                | Team            | Ronden | Tijd/Opgave         | Startplaats | Punten |
| ------- | -- | --------------------- | --------------- | ------ | ------------------- | ----------- | ------ |
| 1       | 8  | Carlos Pace           | Brabham-Ford    | 40     | 1:44:41.17          | 6           | 9      |
| 2       | 1  | Emerson Fittipaldi    | McLaren-Ford    | 40     | + 5.79              | 2           | 6      |
| 3       | 2  | Jochen Mass           | McLaren-Ford    | 40     | + 26.66             | 10          | 4      |
| 4       | 11 | Clay Regazzoni        | Ferrari         | 40     | + 43.28             | 5           | 3      |
| 5       | 12 | Niki Lauda            | Ferrari         | 40     | + 1:01.88           | 4           | 2      |
| 6       | 24 | James Hunt            | Hesketh-Ford    | 40     | + 1:05.12           | 7           | 1      |
| 7       | 27 | Mario Andretti        | Parnelli-Ford   | 40     | + 1:06.81           | 18          |        |
| 8       | 7  | Carlos Reutemann      | Brabham-Ford    | 40     | + 1:39.62           | 3           |        |
| 9       | 6  | Jacky Ickx            | Lotus-Ford      | 40     | + 1:51.84           | 12          |        |
| 10      | 18 | John Watson           | Surtees-Ford    | 40     | + 2:29.60           | 13          |        |
| 11      | 21 | Jacques Laffite       | Williams-Ford   | 39     | + 1 Ronde           | 19          |        |
| 12      | 22 | Graham Hill           | Lola-Ford       | 39     | + 1 Ronde           | 20          |        |
| 13      | 30 | Wilson Fittipaldi Jr. | Fittipaldi-Ford | 39     | + 1 Ronde           | 21          |        |
| 14      | 23 | Rolf Stommelen        | Lola-Ford       | 39     | + 1 Ronde           | 23          |        |
| 15      | 5  | Ronnie Peterson       | Lotus-Ford      | 38     | + 2 Ronden          | 16          |        |
| NF      | 17 | Jean-Pierre Jarier    | Shadow-Ford     | 32     | Benzinesysteem      | 1           |        |
| NF      | 4  | Patrick Depailler     | Tyrrell-Ford    | 31     | Ophanging           | 9           |        |
| NF      | 16 | Tom Pryce             | Shadow-Ford     | 31     | Ongeluk             | 14          |        |
| NF      | 20 | Arturo Merzario       | Williams-Ford   | 24     | Benzinesysteem      | 11          |        |
| NF      | 28 | Mark Donohue          | Penske-Ford     | 22     | Handling            | 15          |        |
| NF      | 14 | Mike Wilds            | BRM             | 22     | Elektrisch probleem | 22          |        |
| NF      | 3  | Jody Scheckter        | Tyrrell-Ford    | 18     | Olielek             | 8           |        |
| NF      | 9  | Vittorio Brambilla    | March-Ford      | 1      | Motor               | 17          |        |

## Statistieken
| Pole-position | Jean-Pierre Jarier | Shadow-Ford | 2:29.88 |
| Snelste ronde | Jean-Pierre Jarier | Shadow-Ford | 2:34.16 |

## Noot
- Dit was de eerste snelste ronde en rondes als raceleider voor Jean-Pierre Jarier.
- Eerste podiumplaats voor Jochen Mass.
- Eerste rondes als raceleider en Grand Prix-winst voor Carlos Pace.

1972 · 1973 · 1974 · 1975 · 1976 · 1977 · 1978 · 1979 · 1980 · 1981 · 1982 · 1983 · 1984 · 1985 · 1986 · 1987 · 1988 · 1989 · 1990 · 1991 · 1992 · 1993 · 1994 · 1995 · 1996 · 1997 · 1998 · 1999 · 2000 · 2001 · 2002 · 2003 · 2004 · 2005 · 2006 · 2007 · 2008 · 2009 · 2010 · 2011 · 2012 · 2013 · 2014 · 2015 · 2016 · 2017 · 2018 · 2019